# 梁美芬
梁美芬，GBS，JP（1960年11月18日—），香港政治人物，籍貫廣東肇慶，在香港出生，現任香港立法會議員（選舉委員會）、全國人大常委會香港基本法委員會委員、港區全國人大代表、一帶一路國際研究院（香港）創院副院長、香港經濟民生聯盟副主席、香港城市大學法律學院實務教授兼博士生導師、深圳大學客座教授、香港執業大律師及中國國際經濟貿易仲裁委員會仲裁員。2000年獲頒香港十大傑出青年。2008年至2019年出任香港九龍城區議會黃埔東選區議員。

## 早年生活與家庭
梁美芬3歲前一家六口住在油麻地的板間房，其後遷至荃灣福來邨生活，父親為鐵器工匠，家有三兄一姊一妹。小學就讀香港信義會荃灣信義學校，中學就讀聖保羅男女中學。1982年在香港中文大學入讀英文系，1983年赴美國狄金森學院交流一年修讀政治科學、婦女研究和選舉工程後轉修政治及公共行政學，1987年畢業，該年暑假她到法國巴黎凡爾賽國際大學交流，學得流利法語。
在中大就讀期間，梁美芬積極參與學生組織，1983至84年出任香港中文大學學生會第十三屆幹事會宣傳幹事、84至85年出任中大學生報副總編輯，85至86年擔任中大聯合書院學生會會長。 她因為反對中大四年轉三年制把棺材送給校長馬臨，抗議他葬送教育。
她獲畢業獎學金可以選擇美國或法國升學，但她選擇了中國人民大學修讀法律碩士，導師是曾憲義及四大護法之一許崇德。
1989年回港做英文虎報記者，被派往北京採訪六四事件，後來投身教育界，加入香港城市大學（當時仍是香港城市理工學院），教授中國內地法律、香港《基本法》及行政法，擔任過香港城市大學法律學院副院長，現為該院教授。
梁美芬的丈夫是從外國回流的法律教授王貴國，曾為香港城市大學法律學院院長，他們育有兩名兒子，分別在美國和英國留學。
梁美芬是基督徒，於1975年在葛培理佈道大會上決志，3年之後正式加入教會。
2000至2001年，她為亞洲電視《法律天地》擔任主持。

### 推動中國法律改革　當選傑青
1992年，梁美芬在香港孖士打律師行擔任中國法律顧問。
1992年她取得中國人民高等法院、高等法官訓練中心及人民大學的支持，出版《中國審判案例要覽》報告叢書英文版。首套叢書共三冊，收錄了中國各級法院的346個案例，被視為讓西方了解中國法制的重要著作。
在1993年，她處理了深圳致麗大火案，幫助港商減刑。
她在1995年出版China Law Reports，將中國的審判案例翻譯為英文；她又於2000年將中英法律數據庫上載至互聯網。
2000年，她當選為該年香港十大傑出青年。

## 學歷及專業資格

### 學歷
- 聖保羅男女中學
- 香港中文大學社會科學政治與行政學系學士
- 香港大學法學專業證書/法律學深造證書（PCLL）
- 英國曼徹斯特（理工）／都會大學英國法律專業共同試課程文憑（Manchester (Polytechnic)/ Metropolitan University（页面存档备份，存于））（Common Professional Examination）
- 中國人民大學法學碩士及博士。博士論文：《两岸三地民事法律冲突问题[20]》，1999年。北京：中國人民大學。導師：曾宪义教授。

### 專業資格
- 香港執業大律師
- 中國國際經濟貿易仲裁委員會仲裁員

## 部分主要政績

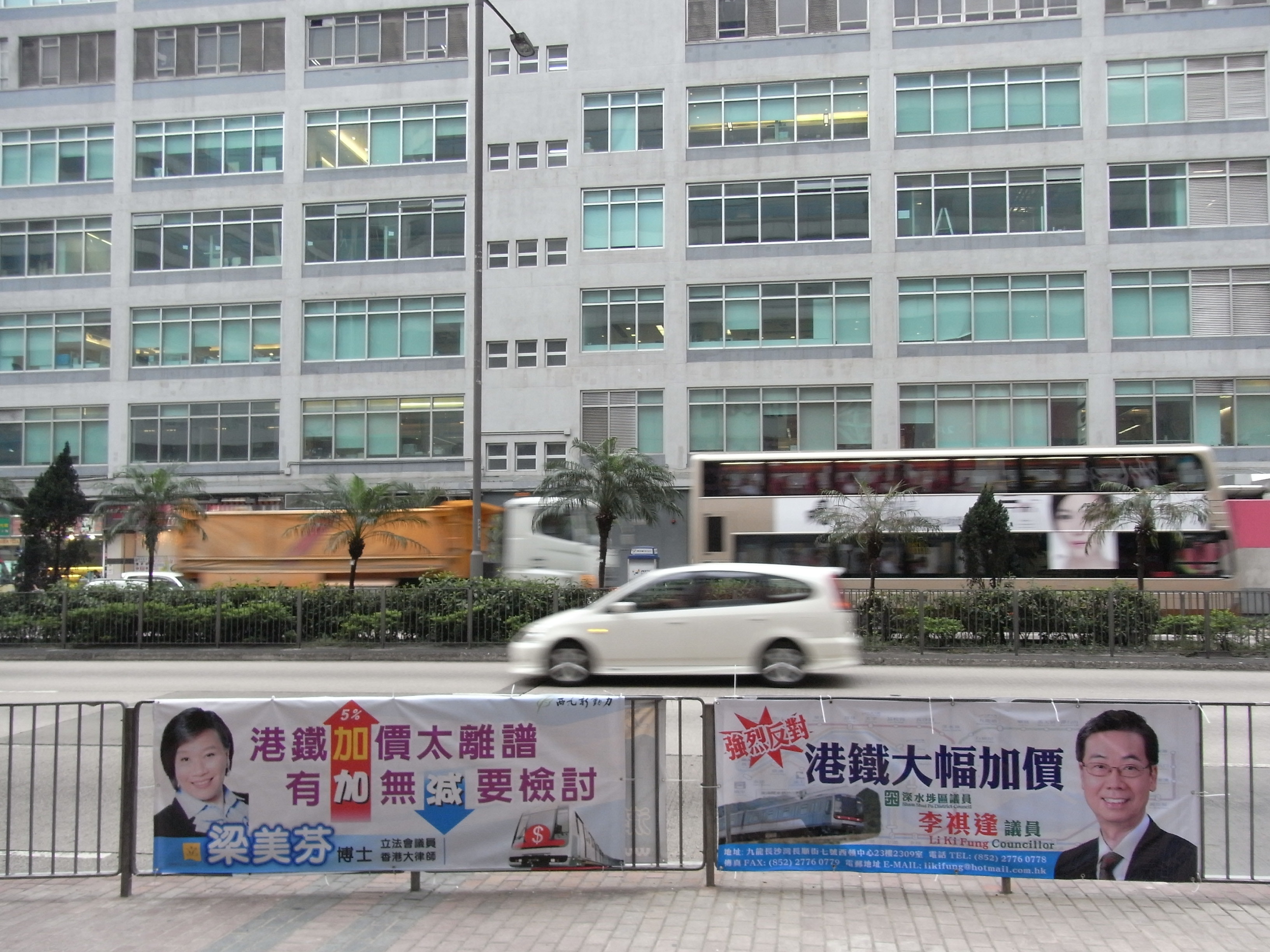
梁美芬的街頭宣傳橫額

### 推動西九地區發展
2008年3月16日，梁美芬召集成立关注香港西九地区组织“西九新动力”，集中关注西九龙地区的文化保育和发展、交通、环保、医疗、城规、青年人培训等民生问题，以监察特区政府、为民请命为目标。“西九新动力”聚集一班独立专业人士发挥其所长，为没有政党背景的热心小区工作人士提供一个互补平台，让专业人士通过跨区跨阶层的合作把小区工作做得更好。當年梁美芬參選區議員時，提出要解決旺角區的鼠患問題，並高調邀請內地滅鼠專家在該區示範滅鼠，與十多隻老鼠合照並登上翌日報章頭版，因而獲得「鼠王芬」的外號。

### 組織和舉辦基本法25周年法律研討會
梁美芬擔任香港基本法教育協會的會長，於2015年4月11日至12日期間，作為主辦者和講者之一，極力促成基本法25周年法律研會“香港基本法的產生、實施與未來”在香港城市大學成功舉辦。梁在會上的講題為“香港《基本法》：中國法及普通法的結晶”。本次法律研討會邀請到來自中國內地和香港的、研究基本法方面的法律專家和學者出席，並且在研討會上發言，包括：范徐麗泰女士、王振民教授、陳弘毅教授、饒戈平教授和湯家驊資深大律師等。

### 出席“一帶一路”國際論壇並在會議上發言
為探討中國“一帶一路”政策帶來的機遇，及其對全球經濟的影響，香港世界貿易組織研究中心和浙江大學光華法學院聯合主辦《一帶一路國際論壇》。梁美芬博士出席會議並發言：香港政改一役後應該減少爭拗與內耗，把握機遇，千萬不能落後於國際形勢；香港本身有很多經濟優勢，亦有中西文化匯合的優點，香港人應該珍惜；“一帶一路”將成為全球未來經濟發展的焦點，為各行各業帶來無限商機，希望年輕一代以探索的精神開拓自己的事業。

## 爭議

### 政治立場
2008年香港立法會選舉期間，梁美芬向外界聲稱自己為所謂「獨立」、「不群不黨」的專業人士。在一次九龍西直選論壇上，被泛民主派候選人揭發，她獲親中共左派背景的工聯會支持及發出會長推薦信，而工聯會會長鄭耀棠稱並不知情，最後她以19,914票（9.64%）當選，擊敗同區的參選人劉千石和田北辰。根據傳媒報導，梁美芬獲工聯會寄出1.6萬封推薦信以協助她在選舉中宣傳。田北辰在選舉後直指中聯辦幫梁美芬，多數都是來自工聯會的票，梁美芬批評田北辰過於相信配票，她說縱使有中聯辦支持，候選人也要踏實在地區做事。但她承認與中聯辦稔熟，並認為與中方保持友好關係及有效溝通，是從政人的一個好處，而非缺失。但選票在選民手中，為了獲選民認同，她早已經落區工作。於2009年3月，其西九新動力之第二屆執委就職典禮中，當時發展局局長林鄭月娥及中聯辦九龍工作部部長林武也前來親自祝賀。2012年10月7日與梁君彥、林健鋒、劉皇發、石禮謙等人成立香港經濟民生聯盟，其政治派系為建制派。

### 反對同性戀
2009年1月9日，香港立法會舉行《家庭暴力條例》公聽會，由於條例將涵蓋同性同居者，基督教保守派宗教團體如明光社等認為衝擊傳統家庭觀念，梁美芬反對政府就《家庭暴力條例》的修訂，因為擔心政府會將條文寫成「同性同居者猶如婚姻關係」，建議另立新例，防止任何人受暴力傷害。「香港女同盟會」的代表批評梁美芬的言論混淆視聽，為選票梁美芬變「道德塔利班」，与明光社無異。梁指同運團體的國際政治動員能力強，社會對同性婚姻問題並非透過立法可以解決，而且外國經驗也反映逆向問題嚴重，社會更趨撕裂，而有關問題可透過教育和包容解決。
梁美芬反對同性戀，也是部分公开表達反对同性婚姻的议员之一。她的保守立场受人權團體的強烈批评。
梁美芬在2018年11月22日立法會辯論人民力量陳志全提出之動議「研究制訂讓同志締結伴侶關係的政策」時提出修正案，指不能動搖傳統社會和家庭一夫一妻婚姻制度，以免現行婚姻制度被打倒引起社會劇烈震動。梁美芬被葉劉淑儀反駁指華人傳統乃一夫多妻制，只是由於英國殖民，才跟隨英國對婚姻的新定義，在1971年通過《婚姻制度改革條例》改為在香港締結之婚姻為一男一女自願終身結合，此前香港一直容許一夫多妻，更指對方「捍衛的是基督徒、耶教的概念，而非華人傳統社會的家庭婚姻概念」。梁美芬再反駁葉劉淑儀指中華人民共和國作為13億華人大國早於1950年代頒布《婚姻法》，訂明一夫一妻婚姻制度，並非像對方所說只是西方「耶教」概念。

### 2009年支持月薪4000元的大學生實習計劃
梁美芬於2009年3月26日立法會中公開對大學生提供月薪4000元的大學生實習計劃表示支持，又指以往有大學生不收錢也不想失業，指責於3月15日參與以反對此計劃為題之遊行的學生，不珍惜機會。有不少參與的大學生當時表示，每月4000元扣除基本生活開支後，根本不能讓已經向政府借貸的大學生於畢業以後還款。民主派組織前線科技人員於2017年重提事件，批評月入6位數的她，完全沒有考慮到，每月4000元可能連基本生活開支都有問題。部分家長有財政能力支持子女『無薪實習』，但這肯定不是多數，又批評梁的做法帶頭消費大學生。

### 管制互聯網以保護兒童
梁美芬在立法會資訊科技及廣播事務小組上，指「兒童瘋人院多數是上得網多的小朋友入了......一個還因上網多之後在校園殺人！」並在早前在另一個活動上的發言：「互聯網可以令到年輕人精神分裂，德國有個年輕人拿槍殺了很多同學，原來他天天都上互聯網。」其後社運人士林輝批評梁的言論帶有邏輯謬誤，而且梁主張將之控制，但結果往往是更強大的反抗。

### 劉曉波被判刑事件
2009年12月25日，中國大陸異見人士劉曉波被判煽動顛覆國家政權罪罪名成立，判囚十一年。無綫新聞詢問梁美芬對此事的意見，她指劉曉波案判刑過重，是因為外國領事聲援劉曉波，令中央認為劉背後有外國勢力，該言論被《信報》主筆練乙錚、黃毓民及李德成駁斥。黃毓民直指梁美芬和其本人教授中國內地法律有所違背，中國有什麼罪是外國勢力就要坐11年牢，暗示中國沒有法律。
立法會隨後於2010年1月13日就劉曉波事件進行辯論，立法會議員陳偉業直斥有人「教狗屎垃圾法律」，梁美芬隨即指該言論對她構成冒犯，立即向立法會主席作出投訴，主席曾鈺成作出裁決，指「狗屎法律」言論並沒說明一定係指議員，判梁美芬之投訴不成立，梁美芬因而離席抗議以示不滿。

### 獲蘇穎智要求教徒支持
位于長沙灣的中國基督教播道會恩福堂教徒稱蘇穎智牧師在2008年恩福堂教堂崇拜聚會的講道中公開要求教徒支持該教會的會友九龍西選區候選人梁美芬、會計界候選人陳茂波和醫學界候選人何栢良，違反公平公開的選舉和政教分离精神。如果屬實，有關人士即觸犯法例。三人全为建制派，但是當日何栢良和陳茂波都有出席教堂講道並稱蘇牧師沒要求教徒投票給他們而只為3人代為祈禱，而梁美芬則表示不知情。

### 廣深港高速鐵路
梁美芬就廣深港高速鐵路香港段一事，於接受記者訪問時，有不少問題都未能回答，當中包括公共專業聯盟的錦上路站方案，只提及其個人旅遊經驗。

### 亂貼街招爭議
身為大律師兼城大法律系副教授的梁，於2010年10月被發現於九龍城路邊、燈柱、電箱、郵箱等公眾地方貼上其「成功爭取」施政報告「落實有關老人的措施」的海報，被網民質疑知法犯法，但梁則表示不知情。

### 對“拉布”投棄權票
根據立法會議員天主教監察組於2010年10月發表的報告書，梁美芬於2009－2010年度中，為地區直選議員當中，投下最多棄權票的議員（曾鈺成主席按慣例不投票）。梁美芬表示，拉布下投棄權票或不投票的立法會議員比比皆是，反而為對手「沒做功課」而感到奇怪。

### 懲罰選民論
2010年5月社民連與公民黨的五名立法會議員透過辭職發動補選，促成「變相公投」。梁美芬直指有關議員「玩嘢」，浪費公帑。至2011年2月1日，梁向立法會遞交修改《立法會條例》的私人草案，以限制再有議員「濫用」辭職機制，發動補選。2011年5月17日，政府提出《2011 年立法會（修訂）條例草案》，建議以後香港立法會如有民選議員出缺，辭職議員在當屆任期內不能再參選。梁美芬亦指出，議員應履行四年的選舉承諾，中途辭職無疑是玩弄立法會和有負選民的行為。有關建議遭批評為嚴重扭曲選民意願及剝奪市民的補選權。梁美芬於無綫新聞訪問中表示，選民沒機會再於補選中投票支持辭職再選的議員，是說得通的。此理論被傳媒及其對手形容為「懲罰選民論」，嚴重違反民主政制中政權由選民授予的精神，引起社會嘩然。2011年7月4日，梁美芬澄清「懲罰選民論」不是她的原意，但她亦肯表示歉意並收回言論。她因這事被稱為新左王。2012年，梁美芬建議在辭職后，辭職議員不能在同一任期內再度參選。政府採納此建議成為議案，但有所修改：政府只限制辭職議員半年內不能再參選。最終，政府懲罰議員的議案獲得通過，梁國雄及黃毓民等人遂發起拉布以表示不滿。

### 「大禹血統論」
2011年7月8日，梁美芬擔任新成立之智囊組織研究中心「大舜政策研究中心」常務副主席。在向傳媒解釋何解起用「大舜」為組織的名字時表示：
|  | 我們第一個項目是與水質有關，用現代化方法改善香港水質……大禹是負責治水，而他的爸爸是大舜， 而且這個是華人熟悉的名字，就算並非讀中史，小朋友都會知道。 |

不過按《史記》記載，大舜及大禹之間並無親戚關係，更非兩父子，大舜決定禪讓於大禹只因其治水有功，而大禹的父親應為崇伯鯀。

### 2011年香港區議會選舉種票疑雲 梁指對手胡亂詆毀
梁美芬於2011年香港區議會選舉黃埔東區角逐連任，和民主黨黃碧雲及人民力量歐陽英傑對陣。梁屢次缺席選舉論壇。然而，黃最後得1,513票，不敵梁（得2,236票），而歐陽英傑僅得371票。
該選區陷入種票疑雲，黃於接受訪問時，指該區新增多達千人，佔選民人數三成；黃埔花園的屋苑全部樓高16層，黃卻發現有一名選民報稱住在19樓；也有半數個案的住戶，證實並不認識同屋登記的選民，並已經協助有關住戶報警求助。另外，最少10個單位、涉及10多名選民由上屆黃埔西選區「遷移」至今屆黃埔東，又有選民在屋苑報住兩個單位，其中一個單位由海外公司持有，兩單位共有5姓6選民。梁美芬則指對手誹謗，有違選舉條例。
至於2007年香港區議會選舉，民主黨陳家偉於黃埔東獲1242票，梁美芬獲1726票。

### 替新義安求情
2012年1月14日，梁美芬被揭發替被裁定自稱三合會成員的黑幫新義安高層林世俠寫求情信，梁在信中更讚揚林「積極參與社會服務」，被裁判官拒絕接納，指「『社會』前面加一個『黑』字就差不多，他的確是積極參與黑社會事務」。

### 立法會工作匯報被投訴
梁於7月向市民派發立法會工作報告，借家傭居港權事件不點名攻擊公民黨，有人發起聯署向香港大律師公會投訴，指責其身為大律師，熟悉的士站原則卻刻意誤導公眾。梁其後向有關聯署網站發出律師信，警告並要求其關閉有關聯署，但最終仍有人把投訴遞交至大律師公會。梁美芬其後亦寫信予大律師公會，投訴聯署的大律師干預了她作為立法會議員的言論自由。

### 被指漏報買賣樓宇 梁美芬告誹謗
林依麗在now TV中的選舉論壇中，揭發梁美芬過去多年以公司名義多次買賣樓宇，曾賣出4個位處新界的物業，雖然有向立法會申報買賣紀錄，卻無申報該公司，欺騙市民。明報於2012年8月23日報導，指其翻查資料顯示，梁美芬過去4年買賣樓宇7次，至報導時手持物業由6個減至3個。在股份一項申報上，她申報的6間公司中，聲稱分別從事推廣環保、推廣《基本法》等活動，但沒有一間公司的業務是從事物業買賣。梁美芬其後向林依麗發律師信並控告其誹謗，指責林依麗的指控毫無事實根據。此後她又公開聲明，表示一切樓宇買賣均已按立法會申報程序進行申報。

### 疑違反選舉指引投訴反指對手卑鄙
《NOW新聞》（7/9/2012）報導，有老人聲稱因收受利益而被要求投票給地方選區九龍西的梁美芬及分別是地區九龍西的梁美芬及區議會（第二）功能界別的李慧琼。《明報》（10/9/2012）報導，梁美芬助選成員用車接載長者選民投票，在車上展示梁美芬的宣傳品及教人投票。
選舉前，有報導指工聯會打算派出周聯僑出選九龍西，會內認為2008年九龍西選區候選人劉千石的支持者主要是勞工階層，若他不再參選的話，他手中的近萬選票，有可能部分流入工聯會，再加上自己地區樁腳的票，勝算很大，但這極可能令依靠工聯會票源的梁美芬「墮馬」，最差的情況是梁美芬與工聯會候選人「攬炒」（即高票落選）。為此中聯辦作出協調，勸退周聯僑出選九龍西，故此該區只有兩條建制派參選團隊（註：梁美芬及蔣麗芸團隊），以保證梁美芬能順利當選。

### 要求組織志願軍對抗「佔中」
2014年7月3日，梁美芬在特首答問會上，問特首會否考慮讓市民組志願團隊，接受處理佔中的訓練。梁美芬在提問時稱，面對日前遮打道佔中預演示威，警隊表現專業，然而一旦發生佔中癱瘓中環，警隊是否能夠處理，當局會否考慮吸納退休警員甚至由市民組成的「志願軍」，接受訓練以協助香港警察處理佔中。特首梁振英沒有正面回應梁美芬的提議。他表示期望香港社會尤其是經常組織示威遊行的人士，不要浪費警力，又稱警隊需要市民公開支持及打氣，希望在警隊面對艱難處境時，市民若覺得警方做得好，能夠出聲嘉許。

### 參加「扶貪小組委員會」
2015年8月，有人發現梁美芬發行的《2013年10月至2015年4月工作報告》中，竟然指出她在立法會所參與的小組委員會中，包含「扶貪小組委員會」。由於「貧」和「貪」兩字字形相近，故可推斷她是一時大意才產生該手民之誤。

### 未有投票支持普選方案
2015年6月17至18日，立法會討論及表決普選方案。泛民及醫學界梁家騮事前表明不接受全國人大常委會規定特首參選人需取得過半提委支持才能成為候選人，議案難以獲三分之二議員支持通過。當天建制派為了等待遲到的劉皇發一起表決，包括梁美芬在內大部份建制派離場，意圖令會議流會，讓劉趕及回來。然而部份建制派並未有一起離場，導致會議有足夠人數繼續進行，最後立法會以廿八票對八票大比數否決政改方案。事後建制派議員紛紛到中聯辦交待事件。
與劉皇發同屬經民聯的梁美芬就政改發言時批評泛民主派不提出更好的方案說服中央，又說「可以批評國家，但不可傷害國家」。然而梁美芬本人當天雖然未有批評國家，但亦未有投票支持政改方案。

### 被網民發起聯署投訴妨礙司法公正
警察員佐級協會就曾健超被毆打一案，於2017年2月22日舉行會員大會，對七警案判決表達不滿。多名立法會議員包括何君堯、梁美芬及容海恩高調現身撐警。有網民發起聯署，質疑三人舉動，對法官造成不必要壓力，或妨礙司法公正，要求大律師公會及香港律師會作紀律處分。

### 粵普兩語是「相親相愛好兄弟」
梁美芬在2018年5月9日立法會審議財政預算案時，即場以普通話演繹李白的《將進酒》，她稱有些詩詞以粵語朗讀較好，但有些以普通話演繹都悅耳，強調不用以政治角度看待語言問題，笑稱希望廣東話和普通話成為「相親相愛好兄弟」，不應互相排斥。

### 電檢修訂條例三讀中被指犯常識性錯誤
2021年10月27日 在《2021 年電檢條例修訂草案》三讀會議上，梁美芬稱自己2016年曾入場觀看電影《十年》，批評電影劇情“煽動港獨”等。並指當時見到有家長帶3歲小朋友入場觀看。認為這導致了2019年有11、12歲的年輕人參與社會運動，希望香港政府禁止《十年》一類的電影上映。此言論被外界質疑，眾所周知，2016年的3歲小童，在2019年應只有6歲。

### 誤呼立法會「主席」作「主人」
2023年6月15日，立法會繼續討論由民建聯陳永光提出，有關「推動中醫發展」的無約束力議員議案。論到梁美芬發言時，她在會上起初發言正常，称自己「一向是中醫的支持者」，稱1992年開始，自己就有「淋淋瀋瀋病症」，最後發現吃中药能「畀我有個根治」。隨著五分鐘發言時限將近，梁美芬語速变快，她本來想叫香港中醫業政策「急起直追」，但說錯成「急起極追」，最後在結語時更將「主席，本人謹此陳詞」中的「主席」說成「主人」，她即時更正為「主席」。事件引起網民熱烈討論。事後，梁美芬的Facebook專頁雖展示的發言片段，說錯「主人」的一段發言未被展示。6月16日，梁美芬以「研究推動國民及國安教育小組委員會」主席的身份，出席報告發布會。她於記者會後向記者解釋，對於網民的關注，她向記者多番重申「講錯好小事」，指「其實我都即刻講返主席，我唔覺有啲咩好特別」，又認為關注事件的網民太空閒，自己沒時間理會，只會一笑置之。她提到曾查找古書，稱有些古書中的「主人」帶有「主席」含意。她又建議有空關注事件的網民可自行再作資料蒐集查閱，自己沒興趣參與討論，「完全唔值得討論一秒鐘」，「睇下啲古書，可能佢哋會有另外嘅體會」。被問到剪走相關片段的原因，梁美芬稱是因为片段不相關。

## 反對修訂逃犯條例運動期間表現

### 批評教育局通識課程導致學生激進化
2019年6月，梁美芬批評教育局沒有檢討課程，担忧偏頗教員令年輕人易作出「偏頗的政治判斷」，又指通识科松散以致「品格不好」的老师「影响学生的德育培养」間接導致逃犯條例修訂事件中一系列的示威活動。香港教育局首席助理秘書長區蘊詩指，未見有實質證據顯示出學生激進是因通識課而起，又表示局方希望藉通識科訓練學生做到跨學科、跨範圍思考。其後理大學生校董李傲然邀請梁一起挑戰通識科公開考試，向港人以考試成果展示彼此對通識教育科的理解，批改交由專業通識教學團隊負責，時間、地點亦由梁決定，希望「透過最文明的考試制度切磋交流，讓真相越辯越明」。但梁拒絕邀請，批評這是「枝枝節節的活動」。教育界立法會議員葉建源亦反對梁的說法，更反指「好多問題是來自社會本身」，並相信老師在課堂上談及政治議題時，不會將自己的立場和意見強加於學生身上。

### 發起法律界聯署譴責示威者破壞立法會大樓
2019年香港七一衝突，示威者成功闖入立法會綜合大樓塗黑區徽，展示黑洋紫荊旗後，梁美芬發起香港法律界聯署，以「暴徒」形容示威者，指「暴徒」在莊嚴的立法會會議廳內撕毀《基本法》，揮動「米字旗」，行徑已經完全超出反對《逃犯條例》修訂的範圍，形容當日是「香港立法會176年歷史上最黑暗的一日」，有超過100名親建制法律界人士參與。

### 反對民主派運用特權法調查警察執法問題及建議部分地區宵禁
在反對修訂逃犯條例運動期間，同時亦正值香港理工大學衝突時，香港警方不斷被各界指出其使用過度武力,甚至是暴力對待示威者及出現濫捕的情況時，梁美芬以警方執法已高度危險為由，建議政府必要時在部分地區實施宵禁，更建議要成立「騷亂社區受害人委員會」，由立法會以特權法作調查，但調查範圍不包括警察，同時梁更指解放軍穿著便服到香港浸會大學一帶自發清理路障，只是“作好鄰居的表現”，沒有違反基本法，更勸外間“不要上綱上線”，引來公眾嘩然，有人更指梁是繼續樹立警察是“特權分子”的形象。。

### 動議引用特權法調查反修例示威前因後果
2019年11月15日，梁美芬在立法會引用立法會（權力及特權）條例調查反對逃犯條例修訂草案運動的前因後果、是否有外部勢力干預、多場大型示威及騷亂的資金和物資來源，以及尋找導致上述騷亂的深層次矛盾，並建議如何讓社會復和。議案未有曾提及警暴問題。到2020年11月17日，梁美芬表示，與其他建制人士商議後，覺得已經錯過了調查的「黃金時機」，故撤回動議。

### 批評民主派於區議會唱《願榮光歸香港》挑戰兩制
葵青區議會主席單仲偕主持會議時，區議員蔡雅文動議以口頭聲明方式，表達對反修例事件感受，現場響起《願榮光歸香港》前奏，民建聯3名女議員質疑會議上唱歌不符合《會議常規》，要求主席單仲偕制止，單表明稍後處理，並站起來與其他民主派齊聲高唱。5名建制派議員隨即離席。事件惹來梁美芬批評，會議中唱反修例歌不恰當，質疑唱歌議員或違反擁護《基本法》及効忠香港特區的聲明。她指《願榮光歸香港》歌詞雖不露骨，但認為內容挑戰「一國兩制」，主席應制止會議上唱歌。有份唱的民主黨「雙料議員」尹兆堅反駁說，看不到歌曲為何牴觸「一國兩制」，認為選舉主任確認「光復香港、時代革命」符合《基本法》及參選資格，斥梁美芬越俎代庖。單仲偕重申議員有自由發表政見，自己僅履行《會議常規》賦予主席的權力。

### 宣傳楊明燉湯店
2020年4月2日，梁美芬於其Facebook上載一段影片，為藝人楊明開設、被指為「藍店」的燉湯專門店宣傳。影片中，梁美芬喝了一口湯後，說「好味道呀」，然後用手提電腦觀看無綫電視劇集《機場特警》，再轉身說「湯好飲，劇好睇」。

### 批評黃色經濟圈是蠢人經濟學、傻人經濟學
在反對修訂逃犯條例運動期間，運動支持者構建了黃色經濟圈，其在消費時優先光顧政見及理念相似的食肆或商家，同時杯葛親共、支持逃犯條例修訂草案、支持香港警察的食肆或商家（俗稱「藍店」），以及有中國背景的商家機構（俗稱「紅店」），希望達致民間互助效果
2020年4月23日，梁美芬在立法會繼續二讀辯論撥款條例草案時發言：「黃色經濟學，這些我叫蠢人經濟學、傻人經濟學，竟然有人為政治，香港人不應是這麼蠢，哪些是蠢人就繼續跟隨，黃色經濟圈也說得出，香港人是這樣的嗎？傻到這樣的嗎？提出的人真是蠢人，沒資格做生意。」

## 公職
- 雙語法例諮詢委員會委員 (1991年 - 1997年)
- 廉政公署社會研究委員會委員 (1995年 - 2001年)
- 策略發展委員會管治及政治發展委員會非官方委員 (2005年 - 2007年)
- 香港九龍城區議會黃埔東選區議員 (2008年 - 2019年)
- 香港立法會議員 (2008年 - 現在)
- 賑災基金諮詢委員會委員 (2012年 - 2016年)
- 消除歧視性小眾諮詢小組成員 (2013年 - 2015年)
- 廉政公署事宜投訴委員會委員 (2014年 - 2019年)
- 全國人大常委會香港基本法委員會委員 (2018年 – 現在)

## 著作
- 人民不會忘記──八九民運實錄人民軍隊向人民開槍 (與64名香港記者合著) (香港：香港記者協會, 1989年)
- China Law Reports. Betterworths Asia.（1992-94年）
- 中國法制改革（與盧永鴻共同編纂）（香港：三聯出版社，1994年）
- 海峽兩岸知識產權法比較研究論文集（與許惠祐、鄭松宇共同編纂）（香港：廣角鏡出版社，1994年）
- China International Economic and Trade Arbitration Commission Awards. Sweet & Maxwell Asia.（1998年）
- 中國法律制度（與王貴國、周旺生合著）（香港：三聯出版社，2003年）
- 兩岸三地婚姻家事法律比較（香港：三聯出版社，2003年）
- The Hong Kong Basic Law: Hybrid of Chinese law and Common Law. LexisNexis.（2007年）
- 關鍵時刻：你可以向命運說不（香港：亮光文化，2008年）
- 改變命運的鑰匙（香港：中國法律文化出版，2013年）
- 香港基本法：從理論到實踐（北京：法律出版社，2015年）
- “一帶一路”的國際法律視野　香港2015“一帶一路”國際論壇文集（與王貴國、李鋈麟共同主編）（浙江：浙江大學出版社，2016）
- 香港《基本法》的起草、理論與實踐（與王振民共同主編）（浙江：浙江大學出版社，2018）

## 電視節目
- 2000至2001年亞洲電視《法律天地》主持[78]
- 2014年6月13日鳳凰衛視《時事開講》[79]

## 音樂作品
梁美芬曾發表多首宣傳歌曲，其中《快樂西九》、《反拉布之歌》和《點解要攬炒》。

### 單曲
- 快樂西九（页面存档备份，存于）（2012年香港立法會選舉競選歌曲）[81]
- 真能夠[82]
- 反拉布之歌（页面存档备份，存于）（2016年香港立法會選舉競選歌曲，香港音樂人林慕德作曲）[83]
- 有你共鳴（2016年香港立法會選舉競選歌曲，香港歌手吳浩康作曲）[84]
- 點解要攬炒[85]
- 愛多一點點
- 邊個要負責

## 外部連結
- 梁美芬個人網誌（页面存档备份，存于）
- 梁美芬的Facebook專頁
- 梁美芬Google+網頁
- Dr LEUNG, Priscilla - 香港城市大學法律系教職員資料（页面存档备份，存于）
- 梁美芬 放下自己（2011年）（页面存档备份，存于）

| 前任： 陳家偉 | 九龍城區議員（黃埔東） 2008年—2019年 | 繼任： 關家倫 |